# Artax
Artax – włoskie przedsiębiorstwo produkujące repliki czarnoprochowej broni odprzodowej.
Powstało w 1970 roku i do 1997 roku wytwarzało produkowane ręcznie repliki broni odprzodowej. Po 1997 roku dzięki rozbudowie parku maszynowego produkcję zwiększono, ale nadal są to repliki produkowane w małej liczbie, z dużym naciskiem na zachowanie wysokiej jakości. Atrax produkuje repliki pistoletów z zamkiem lontowym i skałkowym i kapiszonowym.